# Reuben Grice
Reuben Grice (1886–1967) là một cầu thủ bóng đá người Anh từng thi đấu ở vị trí tiền vệ chạy cánh.